# La Calm
La Calm (en francès Lacalm) és un municipi del departament francès de l'Avairon, a la regió d'Occitània.